# Enzo Duarte
Enzo de Pina Duarte dos Santos (* 28. Januar 2009) ist ein luxemburgisch-kapverdischer Fußballspieler.

## Karriere

### Verein
Von seinem Heimatverein FC Blo-Wäiss Izeg wechselte Duarte über den Swift Hesperingen in der Winterpause der Spielzeit 2024/25 zum NLZ des deutschen Bundesligisten Borussia Dortmund. Aktuell spielt er für dessen U-17-Mannschaft in der höchsten Spielklasse, der B-Junioren-Bundesliga. In der Restsaison 2024/25 schoss er in 12 Ligaspielen zwei Treffer und scheiterte später im Viertelfinale um die Deutsche Meisterschaft gegen den FC Bayern München (1:3).

### Nationalmannschaft
Nach diversen Einsätzen in der U-16- sowie U-17-Auswahl Luxemburgs debütierte Duarte als 16-Jähriger am 10. Juni 2025 beim Testspiel gegen Schweden (0:0) für die Luxemburgische A-Nationalmannschaft, als er vor heimischer Kulisse in der 89. Minute für TomásMoreira eingewechselt wurde.

## Sonstiges
Sein Vater Jailson Emanuel de Pina Duarte Moreira (* 1984) ist ebenfalls Fußballer und spielt seit 2024 in Luxemburg beim  Drittligisten FC Syra Mensdorf. Der kapverdische Torhüter absolvierte zwischen 2006 und 2022 insgesamt 147 Erstligapartien für die luxemburgischen Vereine Etzella Ettelbrück, RM Hamm Benfica, Jeunesse Canach sowie Jeunesse Esch.